# Elassoctenus
Elassoctenus és un gènere d'aranyes araneomorfes de la família dels mitúrgids (Miturgidae). Fou descrit per primera vegada l'any 1909 per Eugène Simon.
Segons el World Spider Catalog amb data de desembre de 2018, Elassoctenus harpax és l'única espècie del gènere Elassoctenus. És endèmica d'Austràlia Occidental.